# Droga wojewódzka 963
Die Droga wojewódzka 963 (DW963) ist eine 2,2 Kilometer lange Droga wojewódzka (Woiwodschaftsstraße) in der Woiwodschaft Kleinpolen in Polen. Die Strecke im Powiat Wielicki führt von der Autobahn A4 zur Landesstraße DK94.

## Streckenverlauf
Woiwodschaft Kleinpolen, Powiat Wielicki
- Targowisko, Auffahrt zur A4/DK75
-  Targowisko (DK94)